# Wothorpe
Wothorpe – osada i civil parish w Anglii, w Cambridgeshire, w dystrykcie (unitary authority) Peterborough. W 2011 civil parish liczyła 291 mieszkańców. Wothorpe jest wspomniana w Domesday Book (1086) jako Wri(d)torp.